# 霍奇·卡迈克尔
霍奇·卡迈克尔（英語：Hoagy Carmichael，1899年11月22日—1981年12月27日）出生于印第安纳州布卢明顿，美国通俗作曲家。

## 简历
霍奇·卡迈克尔从小受到会弹钢琴的母亲的音乐熏陶。1916年随家移居印第安纳波利斯，受到当时拉格泰姆音乐（ragtime music）影响。1920年进入印第安纳大学。在校曾组建爵士乐队，并创作音乐、录制唱片。1927年毕业，获法学学士，后在一家公司中任法律职员。不久放弃这一工作，开始全身心投入音乐事业，创作了大量有影响极大的流行歌曲和电影歌曲，至1950年代前期，他的歌曲一直在美国通俗歌曲中广受欢迎，诸如《星尘》（The Stardust），《我心中的乔治亚》（Georgia on My Mind，后成为了乔治亚州歌），《全心全意》等等，获得了包括奥斯卡奖在内的许多奖项。他于1981年12月27日逝世。
卡迈克尔还获得过不少荣誉，包括1931年被接纳为美国作曲家及出版商协会（ASCAP）会员，1972年被印第安纳大学授予荣誉博士等。他写过两部自述，分别是1946年出版的《星尘之路》（The Stardust Road）和1965年出版的《有时我惊奇》（Sometimes I Wonder）。
卡迈克尔的经典钢琴曲《全心全意》一直被许多影视剧及广告所引用：
- 电影《飞越未来》中，有两处镜头引用了这首曲子，一是主人公在玩具店里用钢琴玩具弹奏《Heart and Soul》，只是弹得比较别扭；二是主人公和妹妹两个人一起弹奏着这个曲子。
- 电影《127小时》里回忆中主角小时候和妹妹一起演奏的曲子。
- 电影《超人归来》里有两处镜头出现了这个曲子，详情请点击超人归来#电影中出现了但又未收录在原声大碟里的音乐。
- 在韩剧《咖啡王子一号店》里，为配合一些比较浪漫的表演，导演加入了这首曲子。
- 美剧《迷失》第一季第20集里，杰克弹奏了这个曲子。
- 2012年，苹果公司新推出的iPad mini广告里，大iPad和小iPad一起用 GarageBand 软件弹奏《Heart and Soul》，此后这首曲子被许多人熟知。